# Batalla de Dysert O'Dea
La Batalla de Dysert O'Dea tuvo lugar el 10 de mayo de 1318 en Dysert O'Dea cerca de Corofin, Irlanda, durante la campaña Bruce campaña en Irlanda. El normando Richard de Clare atacó al jefe gaélico Conchobhar Ó Deághaidh, jefe de los Cineal Fearmaic y aliado de Muircheartach Ó Briain, pero fue derrotado.

## Precursores de la Guerra
La invasión Bruce de Irlanda permitió el estallido de numerosas pequeñas guerras que poco o nada tenían que ver con los escoceses. Quizás la más notable fue la batalla en Dysert O'Dea que tuvo lugar en el viejo reino de Brian Boru en Thomond en 1318.
Dos facciones del clan O'Brien habían luchado durante generaciones por la supremacía en Thomond. Murtough O'Brien, el descendiente de Thurlough O'Brien era el legítimo Rey de Thomond. Un rival apareció en la forma de Mahon O'Brien, aliado con la facción antagonista, que rindió homenaje a Brian O'Brien. Esta facción estaba aliada con el poderoso Richard de Clare, pariente de Strongbow. De Clare gobernaba sobre gran parte del oeste de Irlanda desde su castillo en Bunratty, aunque los ingleses respetaban Thomond como estado soberano y permanecían fuera de sus fronteras. Sin embargo, la alianza de de Clare con Mahon O'Brien proporcionó una excusa para invadir Thomond. Los ingleses de la Empalizada se enfrentaría an los irlandeses de Murtough en la Batalla de Dysert O'Dea cerca del actual Ennis, Condado de Clare.
En esta época, Donnchadh, aliado de de Clare, había sido completamente derrotado en la Batalla de Lough Raska cerca de Corcomruadh Abey.

## Orden de batalla
Cuando llegaron noticias de la derrota de sus aliados en Corcomruadh, Richard de Clare decidió atacar la fortaleza gaélica en Dysert O'Dea. Sus tropas llegaron a Ruan en la mañana del 10 de mayo de 1318, y fue dividido en tres columnas. La primera división estaba mandada por el hijo de de Clare y marchó al norte a Tullach O'Dea en un esfuerzo para cortar cualquier ayudar que podría llegar de O'Connor de Ennistymon. La segunda columna viajó al sur hacia Magowna para detener cualquier apoyo de aquella dirección. La tercera división estaba mandada por el propio de Clare y marchó al oeste hacia Dysert O'Dea, el hogar de Conor O'Dea. O'Dea se mostró intencionadamente débil, amagando la retirada y cuando de Clare cargó al ataque los anglonormandos fueron emboscados. Richard de Clare fue alcanzado por un hacha y su hijo fue asesinado por un Feilim O'Connor. Los O'Deas fueron reforzados por los O'Connor, tras los que llegaron los O'Brien, O'Hehir y MacNamara, que derrotaron rápidamente a los ingleses. Tras su victoria, los irlandeses marcharon sobre el asentamiento de De Clare, sólo para encontrar que la esposa de De Clare lo había incendiado, incluyendoBunratty Castle, y había regresado a Inglaterra.
Más de ochenta ingleses de la nobleza y muchos soldados de a pie murieron en la batalla. El Reino de Thomond quedó fuera del control inglés durante más de doscientos años, hasta 1570.

## Recursos
- O'Dea: Ua Deághaidh: The Story of a Rebel Clan, by Risteárd Ua Cróinín (Richard Cronin), Ballinakella Press, Whitegate, Co. Clare, Ireland, 1992. ISBN 0-946538-07-7.
- Irish Battles – A Military History of Ireland, by [./https://en.wikipedia.org/wiki/Gerard_Anthony_Hayes-McCoy G.A. Hayes-McCoy], Appletree Press, 1990, ISBN 0-86281-250-X
- Secret Sights (Years of the Sword) RTÉ television programme transmitted 2006. Richard Cronin recounts the local understanding that a Conor Howard helped to plan and execute the ambush of De Clare and his army at Macken Bridge, Corofin (ref. O'Hivar in the Triumphs of Turlough).

- Datos: Q4870943